# Liceo Militar General Artigas
Liceo Militar General Artigas (en català: Liceu Militar General Artigas), és un institut d'educació secundària d'Uruguai, situat al carrer Camino Castro 290 al barri Prado a Montevideo, on es trobava anteriorment un agrupament d'artilleria antiaèria, el liceu va ser denominat anteriorment com Liceo Militar y Naval.
Va ser fundat el 13 de març de 1947, per Decret del Poder Executiu Nº 9.010. Imparteix educació gratuïta, laïca i seguint els plans del Dirección General de Enseñanza Secundaria creant un àmbit específic de desenvolupament educatiu.
Es poden realitzar Educació secundària en els cursos de quart, cinquè i sisè any, sense hi ha orientació biològica. L'ingrés és a través d'una prova d'admissió que consta d'una avaluació mèdica i psicològica, una prova d'aptitud física, una prova de literatura i matemàtica (per als estudiants que tinguin notes inferiors a 10 en la seva escolaritat). La nota final és una mitjana de tots els exàmens. Treballen amb un equip multidisciplinari format per una antropòloga, una sociòloga, un psicòleg per a cada nivell i un psicopedagog per ajudar els estudiants.
El 1996 es va incorporar la primera generació de dones. Són 104 alumnes i d'aquesta generació sortirien les primeres dones oficials per a les Forces Armades d'Uruguai.
El 2018, un 2% dels alumnes van abandonar els estudis.
Des de 2018 compta amb una seu en la Ruta 5 km 390, a Tacuarembó, on nomes s'imparteix el quart i cinquè any. També funciona un règim d'internat amb allotjament propi, alimentació, cobertura sanitària, està condicionat amb totes les comoditats per oferir una educació mixta.
Des de 2020 el seu director és el coronel Alejandro Córdoba Schunk.